# Маркелов, Виктор Фёдорович
Виктор Фёдорович Маркелов (род. 30 марта 1944) — советский борец вольного стиля, чемпион СССР, серебряный призёр чемпионата Европы, обладатель Кубка мира, Мастер спорта СССР международного класса.

## Биография
Увлёкся борьбой в 1960 году. В 1962 году выполнил норматив мастера спорта СССР. Участник 6 чемпионатов СССР (1968—1974). Воспитанник Асхата Шайхутдинова. Ушёл из большого спорта в 1974 году.

## Спортивные результаты
- Чемпионат СССР по вольной борьбе 1970 года — ;
- Чемпионат СССР по вольной борьбе 1972 года — ;